# سارگیس دیرانیان
سارگیس دیرانیان (ارمنی: Սարգիս Տիրանեան؛ زاده ۱۷ فوریه ۱۸۵۹ - درگذشته ۲۰ ژانویه ۱۹۳۸) نقاش و شرق‌شناس فرانسوی ارمنی‌تبار بود. وی در زمینه خلق تک‌چهره فعال بود.

## نگارخانه

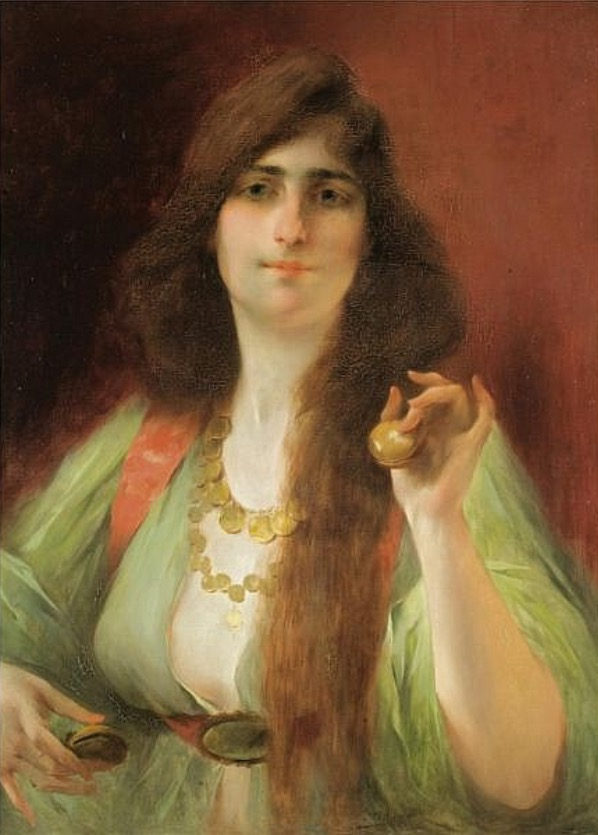